# Koivusaari (ö i Finland, Norra Savolax, Nordöstra Savolax, lat 62,80, long 28,41)
Koivusaari är en ö i Finland. Den ligger i sjön Juojärvi och i kommunen Tuusniemi i den ekonomiska regionen  Nordöstra Savolax ekonomiska region  och landskapet Norra Savolax, i den centrala delen av landet, 300 km nordost om huvudstaden Helsingfors. Öns area är 9 hektar och dess största längd är 420 meter i sydväst-nordöstlig riktning.